# Журавский, Мацей
Ма́цей Стани́слав Жура́вский (пол. Maciej Stanisław Żurawski, польское произношение [ˈmatɕɛj ʐuˈrafski]; 12 сентября 1976, Познань, Польша) — польский футболист, нападающий. Футболист года в Польше — 2002.

## Клубная карьера
Дебют в экстра-классе — 31 июля 1994. В польском экстра-классе 230 игр, 120 голов. Чемпион Польши (2001, 2003, 2004, 2005, 2011), обладатель Кубка Польши (2002, 2003). Лучший бомбардир чемпионата Польши (2002, 2004) (все с «Вислой» Краков).
- «Варта» Познань: 1994/95 — 1997/98 (о.)
- «Лех» Познань: 1997/98 (в.) — 1999/2000 (о.);
- «Висла» Краков: 1999/2000 (в.) — 2004/05.

Выступал за «Селтик» в сезонах 2005/06, 2006/07. В шотландской Премьер-лиге 35 игр, 23 гола. На его счету покер в ворота клуба «Данфермлин», а также победный гол в матче «Старой фирмы» — самом неистовом европейском дерби «Рейнджерс» — «Селтик». В католической части Глазго польского форварда именуют не иначе как «Волшебный Мацей». Чемпион Шотландии (2006, 2007), обладатель Кубка лиги Шотландии (2006).

## Сборная
Дебют 10 ноября 1998 в мачте со Словакией. Всего провел в сборной 72 игры, 17 голов.